# 薩皮然卡 (卡緬卡-布濟卡區)
50°5′8″N 24°19′57″E / 50.08556°N 24.33250°E
薩皮然卡（烏克蘭語：Сапіжанка），是烏克蘭西部的村莊，隸屬利維夫州的利維夫區。該村始建於1508年，面積0.08平方公里，海拔高度231米，2021年人口604，人口密度每平方公里8,961.04人。